# Amstel Gold Race
Amstel Gold Race é uma corrida profissional de ciclismo de estrada que acontece em apenas um dia no final de abril na província de Limburgo nos Países Baixos. É a mais importante prova ciclística deste país.
Apesar do nome Amstel, este não tem relação como rio Amstel, que fica a uma boa distância da prova, mas sim por causa de seu patrocinador, a cervejaria Amstel de propriedades do Heineken.

É a única corrida de um dia a nível do World Tour organizada na Holanda, é considerada ao evento mais importante do calendário  holandês. O holandês Jan Raas detém o recorde de cinco vitórias. Uma corrida feminina, também World Tour, é organizada no mesmo dia.

## História
A primeira edição aconteceu em 30 de abril de 1966 e foi organizada por Ton Vissers e Herman Krott que juntos dirigiam uma empresa chamada Inter Sport. O sonho deles era criar uma corrida de ciclismo clássica holandesa capaz de competir com as corridas monumentais da Flandres e da Itália. A primeira edição foi anunciada para 30 de abril de 1966, feriado nacional da Holanda. O plano era começar em Amesterdão, antes de se ramificar para o leste do país e terminar em Maastricht, no sudeste do país, totalizando 280 km.
No entanto, surgiram muitos problemas. Krott e Vissers negligenciaram os muitos rios ao longo da rota e calcularam mal os ziguezagues necessários para cruzá-los, tornando a distância pretendida muito superior a 280 km. Novos planos foram feitos para começar em Utrecht e depois em Roterdão e um final alternativo na pequena aldeia de Meerssen, em Limburg. Além disso, menos de três semanas antes do início, os organizadores perceberam que não tinham obtido autorização para atravessar a Ponte Moerdijk, a única saída de Roterdão. O percurso teve que ser redesenhado novamente e a largada foi deslocada mais para o sul, para Breda. Além de isso, o movimento militante holandês de contracultura hippie Provo declarou estado de anarquia na Holanda em 1966. As autoridades temiam que uma corrida organizada no dia de celebração da família real causasse possíveis revoltas.

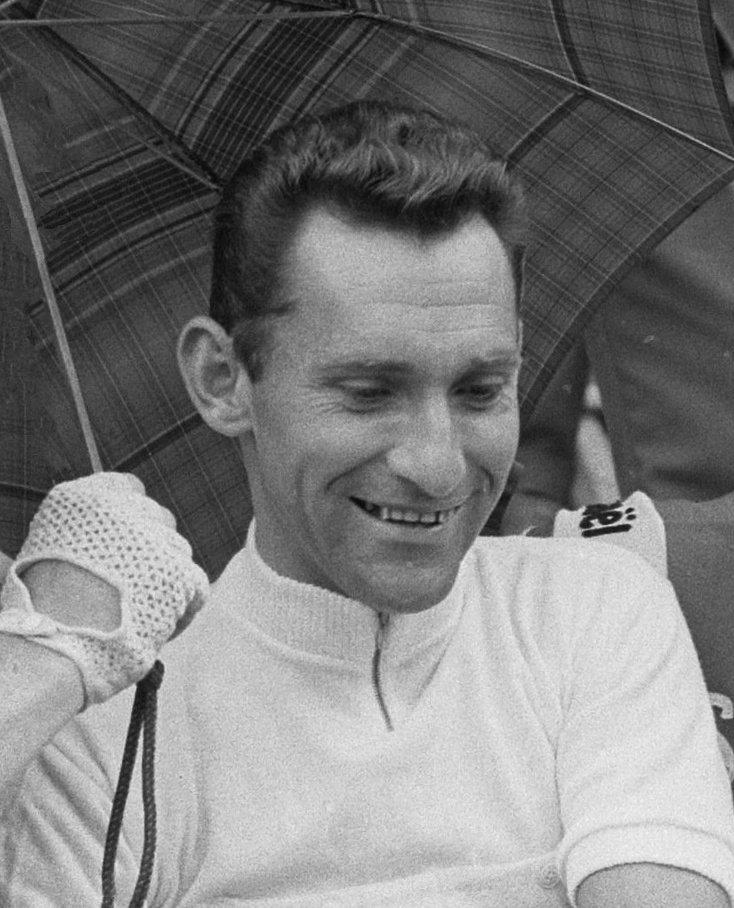
Jean Stablinski venceu a primeira Amstel Gold Race em 1966.

Quatro dias antes da data prevista, Vissers e Krott cancelaram a corrida e estavam organizando uma entrevista coletiva, quando o ministério das estradas holandês em Haia ligou para dizer que a corrida poderia ser organizada afinal - desde que nunca mais fosse agendada para o Dia do Rei.
No sábado, 30 de abril de 1966, a primeira Amstel Gold Race foi disputada de Breda a Meerssen, sem incidentes graves. Três ciclistas da equipa Ford-França correram para a vitória. O holandês Jan Hugens sofreu uma falha mecânica nos metros finais e foi derrotado pelo francês Jean Stablinski, que venceu a edição inaugural. Com 302 km, foi a edição mais longa de sempre. Foram 120 ciclistas à partida, dos quais apenas 30 finalizaram. Apesar da sua intenção original, a Amstel Gold Race nunca começou em Amesterdão nem em Roterdão ou Utrecht, três das maiores cidades da Holanda.

### À procura de identidade
Em 1967, o local de largada mudou para Helmond, em frente à sede do patrocinador Amstel e a distância foi reduzida para 213 km. Arie den Hartog venceu a segunda edição, tornando-se o primeiro vencedor holandês. Em 1968, a corrida ocorreu em 21 de setembro devido a um conflito de calendário, a única vez que a Amstel Gold Race foi realizada no outono. O holandês Harrie Steevens venceu a corrida na distância de 254 km.
Em 1969 a corrida voltou a abril. Guido Reybrouck venceu a quarta edição, a primeira de uma série de vitórias belgas. A corrida foi afetada por fortes tempestades de neve e granizo, forçando muitos ciclistas a abandonarem devido à hipotermia.
Uma corrida jovem, a Amstel Gold Race lutou para encontrar o seu lugar no calendário internacional entre os clássicos de paralelepípedos muito mais antigos e as Clássicas das Ardenas e teve problemas para atrair os melhores ciclistas. Durante vários anos, o grande ciclista Eddy Merckx não participou porque os organizadores não podiam pagar a sua taxa de participação. Em 1973, o diretor da corrida, Herman Krott, concordou em pagar uma quantia considerável à equipa de Merckx, desde que ele vencesse a corrida. Merckx largou e venceu a Amstel Gold Race mais de três minutos à frente do segundo colocado. Dois anos depois, ele foi o primeiro ciclista a vencer pela segunda vez.
No final da década de 1970, o holandês Jan Raas venceu a Amstel Gold Race num recorde de cinco vezes, quatro das quais consecutivas. Raas pôde contar com sua forte finalização ao sprint, mas também conquistou duas vitórias em fuga. A media holandesa começou a cunhar a frase Amstel Gold Raas. Em 1983, o australiano Phil Anderson tornou-se o primeiro vencedor não europeu.

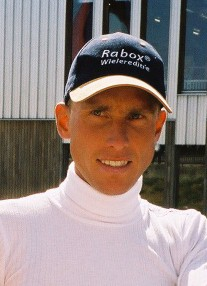
Michael Boogerd terminou várias vezes no pódio.

### Mudança para Maastricht
Em 1991, a chegada da Amstel Gold Race mudou para Maastricht, capital de Limburgo e em 1998 a largada também mudou para lá. O carácter da corrida foi cada vez mais definido pela zona montanhosa do sul da província. Apenas dois ciclistas holandeses, Michael Boogerd e Erik Dekker, venceram a corrida nas últimas duas décadas antes da vitória de Mathieu van der Poel em 2019. Tanto Boogerd quanto Dekker venceram o americano Lance Armstrong ao sprint de dois homens em Maastricht, em 1999 e 2001 respectivamente. The 2001 race only had 37 finishers of a 190-strong pack, the lowest number in modern times. A corrida de 2001 teve apenas 37 finalistas num pelotão de 190 pessoas, o número mais baixo dos tempos modernos. Boogerd partilha o recorde de sete pódios com Jan Raas, tendo alcançado uma vitória, quatro segundos lugares, dois terceiros lugares e vários outros resultados entre os dez primeiros.

### Chegada ao Cauberg
De 2003 a 2016 a chegada foi logo após o topo da subida Cauberg em Valkenburg. O piloto cazaque Alexander Vinokourov venceu a primeira edição em subida com um ataque antes do Cauberg. Em 2013, a chegada foi movida 1,8 km para longe do topo do Cauberg, perto do centro de Valkenburg, resultando numa chegada maiortirariamente plana e reta. Em 2017, os organizadores da corrida mudaram a chegada para que a subida final do Cauberg ocorresse a 19 km da chegada, esperando uma corrida "mais aberta". O ciclista de maior sucesso nos últimos anos foi o especialista em clássicas Philippe Gilbert. O belga venceu a corrida quatro vezes desde 2010, baseando as suas vitórias nas últimas explosões de velocidade e potência no Cauberg. Por isso, ganhou o apelido de ‘Mister Cauberg’ e surgiu ‘Amstel Gilbert Race’. Em 2015, o ciclista polaco Michał Kwiatkowski tornou-se o primeiro campeão mundial a vencer a corrida desde Bernard Hinault em 1981. Kwiatkowski venceu novamente sete anos depois, quando ultrapassou Benoît Cosnefroy no final da edição de 2022.

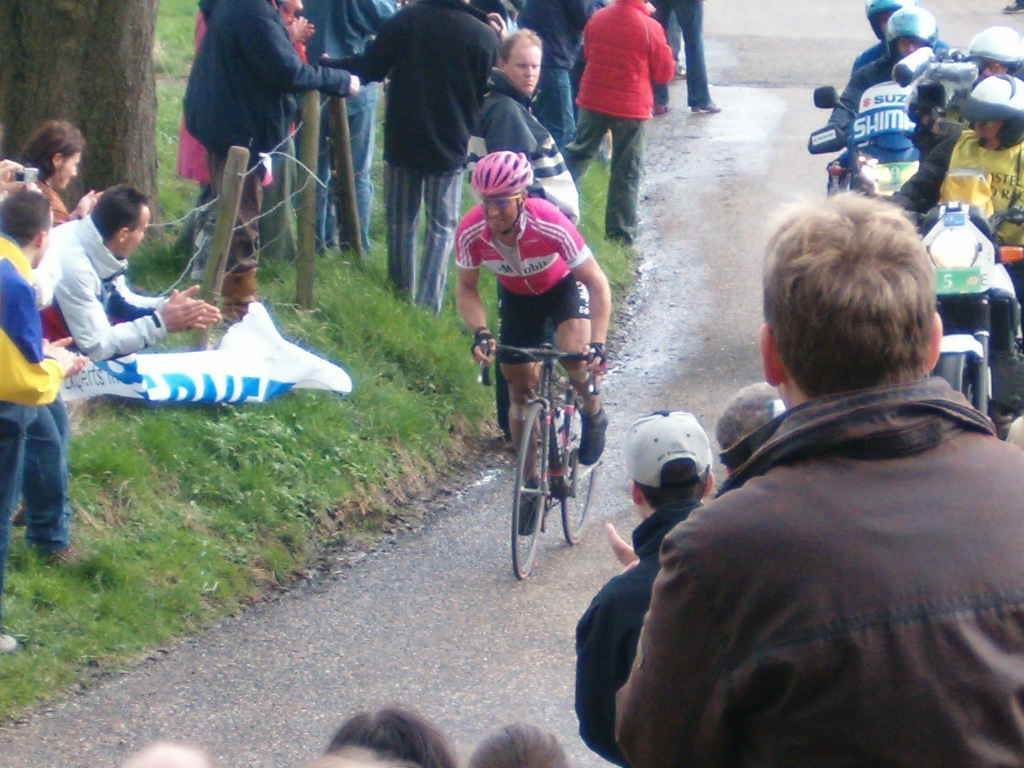
Steffen Wesemann na subida de Eyserbosweg na Amstel Gold Race de 2006.

## Percurso
Embora a Holanda seja conhecida pelas suas estradas planas e afetadas pelo vento, a Amstel Gold Race acontece na região montanhosa ao sul de Limburgo. A rota serpenteia pela zona rural ondulada de Limburgo, muitas vezes virando abruptamente para subir tantas colinas (bergen) quanto possível. A subida mais notável é o Cauberg, que é percorrido até três vezes, e algumas vezes nos últimos quilómetros da corrida. O Keutenberg e o Eyserbosweg são outras duas subidas de renome desta prova.
Subidas nas últimas edições:
| 1 Maasberg 2 Adsteeg 3 Lange Raarberg 4 Bergseweg 5 Sibbergrubbe 6 Cauberg 7 Wolfsberg 8 Loorberg 9 Schweiberg 10 Camerig 11 Drielandenpunt 12 Gemmenicherweg 13 Vijlenerbos 14 Eperheide 15 Gulperberg 16 Plettenberg | 17 Eyserweg 18 Huls 19 Vrakelberg 20 Sibbergrubbe (2ª passagem) 21 Cauberg (2ª passagem) 22 Geulhemmerberg 23 Bemelerberg 24 Wolfsberg (2ª passagem) 25 Loorberg (2ª passagem) 26 Gulperberg (2ª passagem) 27 Kruisberg 28 Eyserbosweg 29 Fromberg 30 Keutenberg 31 Cauberg (3ª passagem) |

## Vencedores
| Ano  | Vencedor             | Segundo                  | Terceiro              |           |
| ---- | -------------------- | ------------------------ | --------------------- | --------- |
| 1966 | Jean Stablinski      | Bernard Van De Kerckhove | Jan Hugens            |           |
| 1967 | Arie den Hartog      | Cees Lute                | Harry Steevens        |           |
| 1968 | Harry Steevens       | Roger Rosiers            | Daniel Van Ryckeghem  |           |
| 1969 | Guido Reybrouck      | Jos Huysmans             | Eddy Merckx           |           |
| 1970 | Georges Pintens      | Willy Van Neste          | André Dierickx        |           |
| 1971 | Frans Verbeeck       | Gerben Karstens          | Roger Rosiers         |           |
| 1972 | Walter Planckaert    | Willy De Geest           | Joop Zoetemelk        |           |
| 1973 | Eddy Merckx          | Frans Verbeeck           | Herman Van Springel   |           |
| 1974 | Gerrie Knetemann     | Walter Planckaert        | Walter Godefroot      |           |
| 1975 | Eddy Merckx          | Freddy Maertens          | Joseph Bruyère        |           |
| 1976 | Freddy Maertens      | Jan Raas                 | Luc Leman             |           |
| 1977 | Jan Raas             | Gerrie Knetemann         | Hennie Kuiper         |           |
| 1978 | Jan Raas             | Francesco Moser          | Joop Zoetemelk        |           |
| 1979 | Jan Raas             | Henk Lubberding          | Sven-Åke Nilsson      |           |
| 1980 | Jan Raas             | Alfons De Wolf           | Sean Kelly            |           |
| 1981 | Bernard Hinault      | Roger De Vlaeminck       | Alfons De Wolf        |           |
| 1982 | Jan Raas             | Stephen Roche            | Gregor Braun          |           |
| 1983 | Phil Anderson        | Jan Bogaert              | Jan Raas              |           |
| 1984 | Jacques Hanegraaf    | Kim Andersen             | Patrick Versluys      |           |
| 1985 | Gerrie Knetemann     | Jozef Lieckens           | Johnny Broers         |           |
| 1986 | Steven Rooks         | Joop Zoetemelk           | Ronny Van Holen       |           |
| 1987 | Joop Zoetemelk       | Steven Rooks             | Malcolm Elliott       |           |
| 1988 | Jelle Nijdam         | Steven Rooks             | Claude Criquielion    |           |
| 1989 | Eric Van Lancker     | Claude Criquielion       | Steve Bauer           |           |
| 1990 | Adri van der Poel    | Luc Roosen               | Jelle Nijdam          |           |
| 1991 | Frans Maassen        | Maurizio Fondriest       | Dirk De Wolf          |           |
| 1992 | Olaf Ludwig          | Johan Museeuw            | Dmitri Konyschew      |           |
| 1993 | Rolf Järmann         | Gianni Bugno             | Jens Heppner          |           |
| 1994 | Johan Museeuw        | Bruno Cenghialta         | Marco Saligari        |           |
| 1995 | Mauro Gianetti       | Davide Cassani           | Beat Zberg            |           |
| 1996 | Stefano Zanini       | Mauro Bettin             | Johan Museeuw         |           |
| 1997 | Bjarne Riis          | Andrea Tafi              | Beat Zberg            |           |
| 1998 | Rolf Järmann         | Maarten den Bakker       | Michele Bartoli       |           |
| 1999 | Michael Boogerd      | Lance Armstrong          | Gabriele Missaglia    |           |
| 2000 | Erik Zabel           | Michael Boogerd          | Markus Zberg          |           |
| 2001 | Erik Dekker          | Lance Armstrong          | Serge Baguet          |           |
| 2002 | Michele Bartoli      | Sergei Ivanov            | Michael Boogerd       |           |
| 2003 | Alekszandr Vinokurov | Michael Boogerd          | Danilo Di Luca        |           |
| 2004 | Davide Rebellin      | Michael Boogerd          | Paolo Bettini         |           |
| 2005 | Danilo Di Luca       | Michael Boogerd          | Mirko Celestino       |           |
| 2006 | Fränk Schleck        | Steffen Wesemann         | Michael Boogerd       |           |
| 2007 | Stefan Schumacher    | Davide Rebellin          | Danilo Di Luca        |           |
| 2008 | Damiano Cunego       | Fränk Schleck            | Alejandro Valverde    |           |
| 2009 | Sergei Ivanov        | Karsten Kroon            | Robert Gesink         |           |
| 2010 | Philippe Gilbert     | Ryder Hesjedal           | Enrico Gasparotto     |           |
| 2011 | Philippe Gilbert     | Joaquim Rodríguez        | Simon Gerrans         |           |
| 2012 | Enrico Gasparotto    | Jelle Vanendert          | Peter Sagan           |           |
| 2013 | Roman Kreuziger      | Alejandro Valverde       | Simon Gerrans         |           |
| 2014 | Philippe Gilbert     | Jelle Vanendert          | Simon Gerrans         |           |
| 2015 | Michał Kwiatkowski   | Alejandro Valverde       | Michael Matthews      |           |
| 2016 | Enrico Gasparotto    | Michael Valgren          | Sonny Colbrelli       |           |
| 2017 | Philippe Gilbert     | Michał Kwiatkowski       | Michael Albasini      |           |
| 2018 | Michael Valgren      | Roman Kreuziger          | Enrico Gasparotto     |           |
| 2019 | Mathieu van der Poel | Simon Clarke             | Jakob Fuglsang        |           |
| 2020 | cancelado            | cancelado                | cancelado             | cancelado |
| 2021 | Wout van Aert        | Thomas Pidcock           | Maximilian Schachmann |           |
| 2022 | Michał Kwiatkowski   | Benoît Cosnefroy         | Tiesj Benoot          |           |
| 2023 | Tadej Pogačar        | Ben Healy                | Thomas Pidcock        |           |
| 2024 | Thomas Pidcock       | Marc Hirschi             | Tiesj Benoot          |           |
| 2025 | Mattias Skjelmose    | Tadej Pogačar            | Remco Evenepoel       |           |

### Vencedores por país
Atualizado após edição de 2025
| País          | Vitórias |
| ------------- | -------- |
| Países Baixos | 18       |
| Bélgica       | 14       |
| Itália        | 7        |
| Suíça         | 3        |
| Alemanha      | 3        |
| Dinamarca     | 3        |
| França        | 2        |
| Polónia       | 2        |
| Austrália     | 1        |
| Cazaquistão   | 1        |
| Luxemburgo    | 1        |
| Rússia        | 1        |
| Chéquia       | 1        |
| Eslovênia     | 1        |
| Reino Unido   | 1        |